# Magyarország a 2016-os junior atlétikai világbajnokságon
Magyarország a lengyelországi Bydgoszczban megrendezett 2016-os junior atlétikai világbajnokság egyik részt vevő nemzete volt volt, 12 sportolóval képviseltette magát.

## Érmesek
| Érem      | Versenyző    | Versenyszám   | Dátum      |
| --------- | ------------ | ------------- | ---------- |
| Aranyérem | Halász Bence | Kalapácsvetés | július 22. |

## Eredmények

### Férfi
| Versenyző     | Versenyszám        | Előfutam | Előfutam | Előfutam | Elődöntő | Elődöntő | Elődöntő | Döntő    | Döntő    |
| Versenyző     | Versenyszám        | Idő      | Hely.    | Össz.    | Idő      | Hely.    | Össz.    | Idő      | Helyezés |
| ------------- | ------------------ | -------- | -------- | -------- | -------- | -------- | -------- | -------- | -------- |
| Szabó Dániel  | 200 m              | 21,78    | 5.       | 26.      | kiesett  | kiesett  | kiesett  | kiesett  | kiesett  |
| Szeles Bálint | 110 m gát          | 13,72    | 3.       | 18.      | 14,09    | 8.       | 20.      | kiesett  | kiesett  |
| Kovács Soma   | 10 000 m gyaloglás |          |          |          |          |          |          | 43:41,91 | 28.      |

| Versenyző           | Versenyszám   | Selejtező               | Selejtező               | Selejtező               | Döntő    | Döntő     |
| Versenyző           | Versenyszám   | Eredmény                | Hely.                   | Össz.                   | Eredmény | Helyezés  |
| ------------------- | ------------- | ----------------------- | ----------------------- | ----------------------- | -------- | --------- |
| Papp Kristóf        | Hármasugrás   | nincs érvényes kísérlet | nincs érvényes kísérlet | nincs érvényes kísérlet | kiesett  | kiesett   |
| Halász Bence        | Diszkoszvetés | 52,90 m                 | 34.                     | 34.                     | kiesett  | kiesett   |
| Halász Bence        | Kalapácsvetés | 77,86 m                 | 1.                      | 1.                      | 80,93 m  | Aranyérem |
| Rába Dániel         | Kalapácsvetés | 75,09 m                 | 2.                      | 4.                      | 76,71 m  | 4.        |
| Schmölcz Márk Xavér | Gerelyhajítás | 74,80 m                 | 1.                      | 3.                      | 72,66 m  | 6.        |

### Női
| Versenyző      | Versenyszám    | Előfutam | Előfutam | Előfutam | Elődöntő | Elődöntő | Elődöntő | Döntő    | Döntő    |
| Versenyző      | Versenyszám    | Idő      | Hely.    | Össz.    | Idő      | Hely.    | Össz.    | Idő      | Helyezés |
| -------------- | -------------- | -------- | -------- | -------- | -------- | -------- | -------- | -------- | -------- |
| Csóti Jusztina | 100 m          | 11,96    | 5.       | 31.      | kiesett  | kiesett  | kiesett  | kiesett  | kiesett  |
| Csóti Jusztina | 200 m          | 24,55    | 8.       | 30.      | kiesett  | kiesett  | kiesett  | kiesett  | kiesett  |
| Sorok Klaudia  | 100 m gát      | 13,92    | 6.       | 27.      | kiesett  | kiesett  | kiesett  | kiesett  | kiesett  |
| Szűcs Noémi    | 400 m gát      | 1:00,90  | 6.       | 29.      | kiesett  | kiesett  | kiesett  | kiesett  | kiesett  |
| Tóth Lili Anna | 3000 m akadály | 10:14,18 | 6.       | 12.      |          |          |          | 10:04,17 | 10.      |

| Versenyző     | Versenyszám | Selejtező | Selejtező | Selejtező | Döntő    | Döntő    |
| Versenyző     | Versenyszám | Eredmény  | Hely.     | Össz.     | Eredmény | Helyezés |
| ------------- | ----------- | --------- | --------- | --------- | -------- | -------- |
| Bajnok Eszter | Távolugrás  | 6,18 m    | 5.        | 8.        | 6,16 m   | 7.       |